# Off-gridkylare

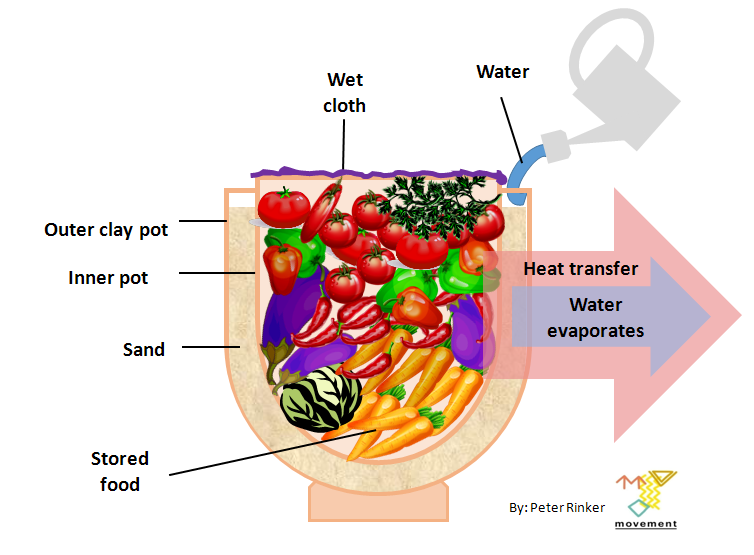
Principskiss av en off-grid kylare

Off-grid kylskåp , även känd som zeer, الزير på arabiska, är en slags kylskåp som håller maten sval utan elektricitet utan istället med hjälp av avdunstning.
Den tillverkas genom att sätta en lerkruka i en större lerkruka med våt sand mellan krukorna och en våt trasa på toppen. När vatten avdunstar från anordningen kyler det insidan, och mat som förvaras i den inre krukan hålls färsk under en längre tid. Kylaren skall placeras på en torr plats för att vattnet ska avdunsta.
Detta är en typ av evaporativ kylare. Dessa fungerar dåligt eller inte alls i klimat med hög luftfuktighet.